# Karate Kid (pel·lícula de 1984)
|  | Per a altres significats, vegeu «Karate Kid». |

Karate Kid (títol original en anglès: The Karate Kid) és una pel·lícula estatunidenca del 1984 dirigida per John G. Avildsen. Aquesta pel·lícula es va doblar i subtitular al català.

## Argument
Quan Daniel Larusso (Ralph Macchio) es muda amb la seva mare des de Nou Jersey, a la costa est dels Estats Units, a Califòrnia, a la costa oest, no s'imagina que, a causa d'uns conflictes amb uns alumnes de karate, el seu veí, un ancià anomenat Miyagi (Pat Morita), li ensenyarà tècniques de defensa oriental per poder participar en el campionat local de karate. Mentre va aprenent, Daniel s'enamora d'Ali (Elisabeth Shue), l'exparella del líder dels seus enemics.

## Repartiment
- Ralph Macchio com a Daniel LaRusso
- Pat Morita com a Kesuke Miyagi
- Elisabeth Shue com a Ali Mills
- William Zabka com a John "Johnny" Lawrence
- Ron Thomas com a Bobby Brown
- Rob Garrison com a Tommy
- Chad McQueen com a Dutch
- Tony O'Dell com a Jimmy
- Martin Kove com a John Kreese
- Randee Heller com a Lucille LaRusso
- Julie Fields com a Susan
- Frances Bay com a Dona amb gos
- William Bassett com a Mr Mills
- Chris Casamassa (no apareix als credits) com a convidat del torneig
- Andrew Shue (no apareix als credits)) com a membre de Cobra Kai

## Banda Sonora
1. "The Moment of Truth" (Survivor)
2. "(Bop Bop) On the Beach" (The Flirts, Jan & Dean)
3. "No Shelter" (Broken Edge)
4. "Young Hearts" (Commuter)
5. "(It Takes) Two to Tango" (Paul Davis)
6. "Tough Love" (Shandi Sinnamon)
7. "Rhythm Man" (St. Regis)
8. "Feel the Night" (Baxter Robertson)
9. "Desire" (Gang of Four)
10. "You're the Best" (Joe Esposito)

## Premis i nominacions

### Nominacions
- 1985: Oscar al millor actor secundari per Pat Morita
- 1985: Globus d'Or al millor actor secundari per Pat Morita